# 1499
Évszázadok: 14. század – 15. század – 16. század
Évtizedek: 1440-es évek – 1450-es évek – 1460-as évek – 1470-es évek – 1480-as évek – 1490-es évek – 1500-as évek – 1510-es évek – 1520-as évek – 1530-as évek – 1540-es évek
Évek: 1494 – 1495 – 1496 – 1497 –  1498 – 1499 – 1500 – 1501 – 1502 – 1503 – 1504

## Események
- március 22. – A bruderholzi csatában a svájciak legyőzik a Sváb Ligát.
- július 22. – A dornach-i csata. – A svájciak döntő vereséget mérnek I. Miksa német-római császár birodalmi seregére.
- július 28. – Az első lepantói ütközet. – A török tengeri flotta döntő győzelmet arat a velenceiek felett.
- szeptember 2. – XII. Lajos francia király, mint az utolsó Visconti unokája elfoglalja Milánót és elűzi Ludovico „il Moro” Sforza herceget.
- szeptember 6. – XII. Lajos milánói uralkodásának kezdete (1500-ban rövid időre elveszíti, majd visszaszerzi Milánót, 1512-ig uralkodik).
- szeptember 22. – A bázeli béke. – I. Miksa de facto kénytelen elismerni Svájc függetlenségét.
- november 28. – A londoni Towerban kivégzik Edwardot, Warwick grófját állítólagos szökési kísérlete miatt. Ő volt a York-ház utolsó férfi tagja.

## Határozatlan idejű események
- II. Ulászló magyar király a török elleni szövetséget köt Lengyelországgal.
- Krakkóban felépül a Barbakán a moldvai–oszmán-tatár–havasalföldi sereg támadásától való félelem miatt.
- Corvin Jánost újra horvát-szlavón bánná nevezi ki a király.

## Születések
- március 31. – IV. Piusz pápa (†1565)[1]
- szeptember 3. – Diane de Poitiers, II. Henrik francia király szeretője (†1566)

## Halálozások
- november 23. – Perkin Warbeck, angol trónkövetelő
- november 28. – Eduárd, Warwick grófja, a York-ház utolsó férfi tagja (* 1475)
- Szapolyai István nádor